# روزماري كاسالس
روزماري كاسالس (بالإنجليزية: Rosemary Casals)‏ مواليد 16 سبتمبر 1948 في سان فرانسيسكو، هي لاعبة كرة مضرب أمريكية بدأت مسيرتها كمحترفة سنة 1968 تلعب باليد اليمنى. هي إحدى بطلات الجراند سلام. أعلى تصنيف لها في الفردي كان المركز الـ 3 في سنة 1970.

## بطولات حققتها
- بطولة ويمبلدون
- بطولة أمريكا المفتوحة للتنس

## النهائيات

### الفردي: النهائيات 2 (الألقاب 0, الوصافة 2)
| الحصيلة | السنة | البطولة                     | المنافس في النهائي | النتيجة في النهائي |
| ------- | ----- | --------------------------- | ------------------ | ------------------ |
| الوصافة | 1970  | بطولة أمريكا المفتوحة للتنس | مارغريت سميث كورت  | 2–6, 6–2, 1–6      |
| الوصافة | 1971  | أمريكا المفتوحة             | بيلي جين كينغ      | 4–6, 6–7           |

## الخط الزمني للفردي
مفتاح
| ف | ن | ن.ن | ر.ن | د# | د.م | ل | أ.أ | ت | غ | ب | ف | ذ | م.خ | ل.ت |

(ف) فاز بالبطولة (ن) وصل النهائي (ن.ن) نصف النهائي (ر.ن) ربع النهائي (د#) الأدوار الأربعة الأولى (د.م) دور المجموعات (ل) شارك في كأس ديفيز (أ.أ) خرج من الأدوار الاولى (ت) خسر التصفيات التأهيلية (غ) غاب عن الحدث أو البطولة (ب) حصل على ميدالية برونزية (ف) حصل على ميدالية فضية (ذ) حصل على ميدالية ذهبية (م.خ) بطولة الماسترز خُفضت إلى مرتبة أقل (ل.ت) البطولة لم تعقد في السنة المعينة.
لتجنب الارتباك وازدواجية الحساب، يتم تحديث هذه المعلومات إما في نهاية البطولة، أو عندما تكون مشاركة اللاعب في البطولة قد انتهت.
| الدورة           | 1964  | 1965  | 1966  | 1967  | 1968  | 1969  | 1970  | 1971  | 1972  | 1973  | 1974  | 1975  | 1976  | 1977  | 1978  | 1979  | 1980  | 1981  | 1982  | 1983  | 1984  | 1985  | إجمالي ف/م |
| ---------------- | ----- | ----- | ----- | ----- | ----- | ----- | ----- | ----- | ----- | ----- | ----- | ----- | ----- | ----- | ----- | ----- | ----- | ----- | ----- | ----- | ----- | ----- | ---------- |
| أستراليا         | غ     | غ     | غ     | ن.ن   | ر.ن   | ر.ن   | غ     | غ     | غ     | غ     | غ     | غ     | غ     | غ / A | غ     | غ     | د1    | د1    | غ     | غ     | غ     | غ     | 0 / 5      |
| فرنسا            | غ     | غ     | غ     | د4    | د4    | ر.ن   | ر.ن   | غ     | د3    | غ     | غ     | غ     | غ     | غ     | غ     | د1    | غ     | د2    | غ     | غ     | غ     | غ     | 0 / 7      |
| بطولة ويمبلدون   | غ     | غ     | د4    | ن.ن   | د4    | ن.ن   | ن.ن   | د2    | ن.ن   | ر.ن   | د4    | د4    | ر.ن   | ر.ن   | غ     | د3    | د2    | د1    | د2    | د3    | د1    | غ     | 0 / 18     |
| الولايات المتحدة | د3    | د1    | ن.ن   | د4    | د3    | ن.ن   | ن     | ن     | ر.ن   | ر.ن   | ر.ن   | د1    | ر.ن   | د4    | غ     | د1    | د1    | د4    | د2    | د3    | د2    | د2    | 0 / 21     |
| م.ف              | 0 / 1 | 0 / 1 | 0 / 2 | 0 / 4 | 0 / 4 | 0 / 4 | 0 / 3 | 0 / 2 | 0 / 3 | 0 / 2 | 0 / 2 | 0 / 2 | 0 / 2 | 0 / 2 | 0 / 0 | 0 / 3 | 0 / 3 | 0 / 4 | 0 / 2 | 0 / 2 | 0 / 2 | 0 / 1 | 0 / 51     |

- إجمالي ف / م = إجمالي الفوز والمشاركة

## روابط خارجية
- روزماري كاسالس على موقع رابطة محترفات التنس (الإنجليزية)
- روزماري كاسالس على موقع الاتحاد الدولي لكرة المضرب (الإنجليزية)
- روزماري كاسالس على موقع كأس بيلي جين كينغ (الإنجليزية)
- روزماري كاسالس على موقع قاعة مشاهير كرة المضرب الدولية (الإنجليزية)
- روزماري كاسالس على موقع بطولة ويمبلدون (الإنجليزية)
- روزماري كاسالس على موقع خلاصة التنس.كوم (الإنجليزية)